# Скарлетт (роман)
Скарлетт (англ. Scarlett) — роман американської письменниці Александри Ріплі. Продовження відомого роману «Звіяні вітром» Марґарет Мітчелл. Роман-сиквел розповідає про наступний етап сімейного життя Скарлетт і Ретта Батлера у Чарлстоні та Ірландії. Роман написаний у 1991 році. Екранізований у 1994 році.

## Герої
- Скарлет О’Хара — головна героїня роману. На момент початку роману - дружина Рета Батлера. Йде мова про період її життя від 28 до 35 років. Протягом дії усього роману Скарлет переїжджає із Північної Америки до Ірландії, де стає власницею містечка Балліхара і стає відомою у світських колах. Після розлучення з Ретом Батлером у неї народжується дитина від нього - донька Кет. Скарлетт змінюється. Це вже не вередлива та егоїстична дівчина, а жінка, яка навчилася жертвувати власними інтересами.
- Рет Батлер — кохана людина  Скарлет. Багатий і забезпечений чоловік. Вік  протягом дії роману - від 45 до 52 років (різниця у віці між ними становить 17 років).  На початку роману Рет прагне розлучитись із дружиною, що йому і вдається зробити, не зважаючи на перешкоди та небажання самої Скарлетт.  Після розлучення він одружується із Анною Хемптон, яку по-своєму кохає і поважає, але щастя з нею так і не знаходить. Скоріше за все Рет намагається отямитись у новому шлюбі від ран, отриманих від Скарлетт протягом їхнього подружнього життя. Після смерті Анни він прямує до Ірландії, щоб повернути кохану.
- Граф Люк Фентон — один із найбагатших аристократів Англії. Жорстокий, холоднокровний, світський лев до кінчиків нігтів. Він запропонував Скарлет одруження в обмін на народження йому міцного і сильного сина.
- Колум О’Хара — кузен Скарлет по лінії батька, священник. Очільник феніанського братства, борець за свободу Ірландії. Він загинув від рук англійських солдат у кінці роману.
- Розаліна Фіцпатрік — подруга Колума, управителька у Балліхарі. Учасниця феніанської змови. У кінці роману гине, підірвавши себе у церкві разом із англійськими солдатами.
- Кеті Колум О’Хара — донька Скарлетт і Рета. У романі розповідається про період її життя від дня народження до п’яти років. Вона народилася у ніч усіх святих (Хелоуїн). Це дуже розумна і розвинута, незалежна, але самотня дитина.
- Грейн — ворожка і знахарка з Балліхари, врятувала життя Скарлетт і Кет під час пологів. Покровителька дівчинки. Жителі містечка її недолюблюють.
- Шарлотта Монтагю — англійка із хорошої сім’ї, яка забезпечує себе тим, що допомагає побудувати світську кар’єру багатим людям, які намагаються увійти у вищий світ. Зробила Скарлетт своєю протеже, організувавши їй  велику популярність в аристократичних колах.
- Чарльз Реглан — англійський офіцер, закоханий у Скарлетт. У кінці роману загинув під час зіткнення його солдат із жителями Балліхари.
- Барт Морланд — ірландський землевласник, англієць. Сусід Скарлетт в Ірландії. Запеклий любитель коней. Саме він повідомляв Скарлетт про події у житті Ретта.
- Анна Хемптон — друга дружина Ретта Батлера. Учителька у Чарльстоні, улюблениця Елеонори Батлер, матері Ретта. Через п’ять років подружнього життя із Реттом померла разом із дитиною під час пологів.
- Ешлі Уїлкс — удівець Мелані Гамільтон, у якого була закохана Скарлет поки не усвідомила, що її почуття - просто міф. У кінці роману запропонував руку і серце Гарієт Келлі, яку відправила до Сполучених Штатів Скарлет. Батько  Бо Уїлкса.
- Гарієт Келлі — колишня гувернантка із Англії, яка втекла з аристократичного дому з коханим - конюхом-ірландцем. Мати Біллі Келлі. Стала вдовою після того, як її чоловіка забили до смерті англійські солдати. Романтична і ніжна натура. Недовго працювала у Скарлетт гувернанткою Кет, пізніше переїхала в Атланту, де дала згоду Ешлі Уілксу вийти за нього заміж.
- Біллі Келлі — син Гарієт Келлі, єдиний товариш  Кет.
- Елеонора Батлер — мати Ретта, світська леді із Чарльстона.
- Розмарі Батлер — сестра Ретта, народжена від подружньої зради Елеонори Батлер. Стара діва, інтелектуалка. Дуже любить свого брата.
- П’єр Робійяр — батько тітоньок та матері Скарлетт, її дід. На момент зустрічі зі Скарлетт у романі йому 94 роки. Людина деспотична і холодна. У минулому військовий. Дуже кохав свою дружину.
- Поліна та Євлалія — уроджені Робійяр, тітки Скарлетт, сестри її покійної матері Еллін.
- Генрі Гамільтон — дядько першого чоловіка Скарлетт, її адвокат. Вів усі справи Скарлетт в Атланті, але припинив із нею співробітництво, не бажаючи розірвання її шлюбу.
- Сімейство О’Хара — родичі Скарлет по батькові, Джеральду О’Хара.
- Уїлл Бентін — чоловік сестри Скарлет Сьюлін. «Голодранець» за походженням, але людина практична, кмітлива і смілива. Веде справи у Тарі, родовому маєтку Скарлетт, виховує трьох доньок, а також двох дітей Скарлетт — Уейда Хемптона (син від Чальза Гамільтона) та Еллу Лоріну (донька від Френка Кеннеді).
- Сьюлін О’Хара Бентін — сестра Скарлетт. Примирилася із сестрою.
- Індія Уїлкс — сестра Ешлі Уілкса, стара діва. Веде господарство свого брата-удівця. У кінці роману — за чутками, приймає залицяння джентльмена-янкі.